# Cladonia farinophylla
Cladonia farinophylla är en lavart som beskrevs av Ahti. Cladonia farinophylla ingår i släktet Cladonia och familjen Cladoniaceae.   Inga underarter finns listade i Catalogue of Life.